# Eugenio Finardi

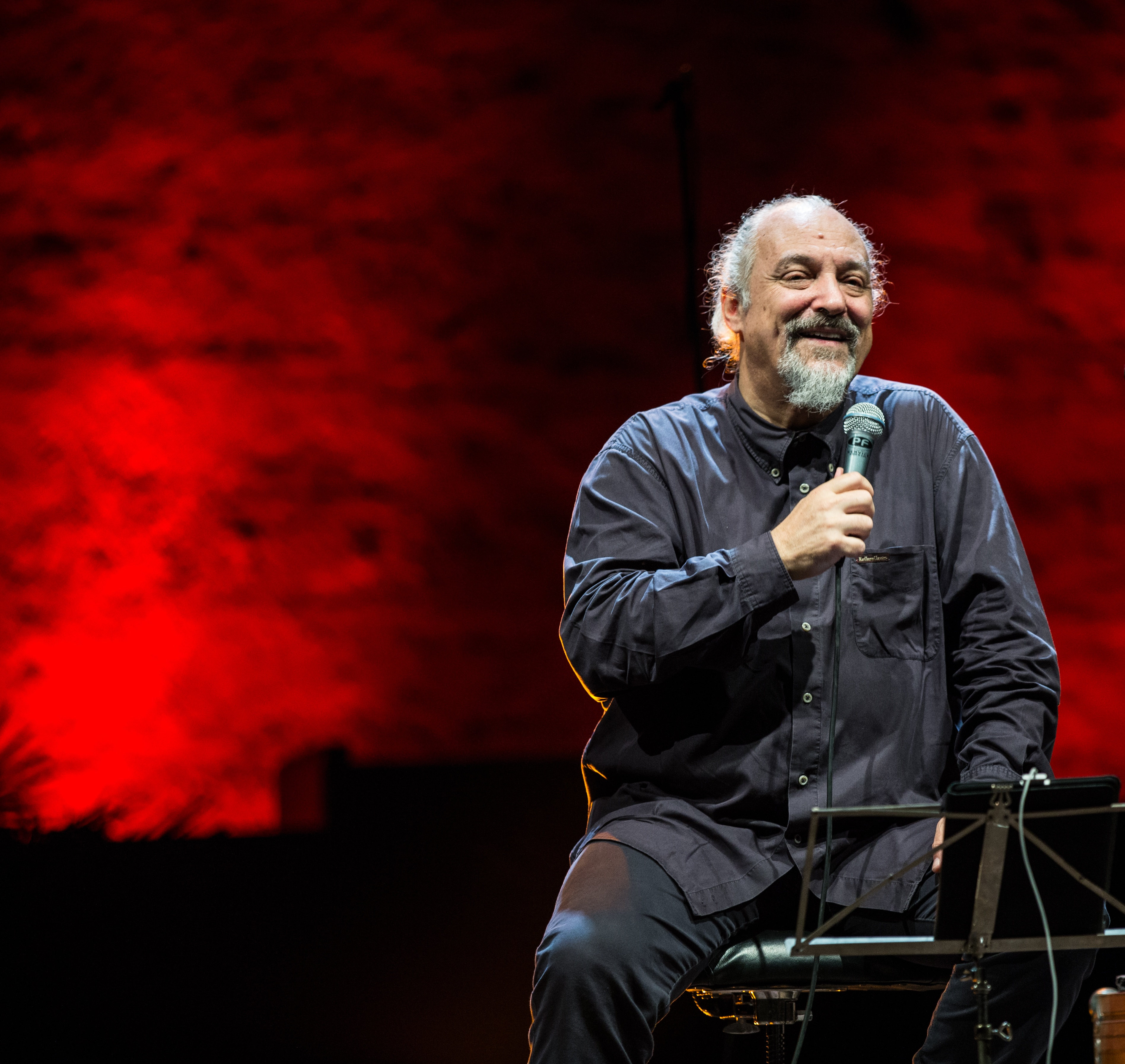
Eugenio Finardi en 2013

Eugenio Finardi (nacido el 16 de julio de 1952) es un cantante de rock, compositor y guitarrista italiano.

## Discografía

### Álbumes de estudio
- 1975 – Non gettate alcun oggetto dai finestrini
- 1976 – Sugo
- 1977 – Diesel
- 1978 – Blitz
- 1979 – Roccando rollando
- 1981 – Finardi
- 1982 – Secret Streets
- 1983 – Dal blu
- 1985 – Colpi di fulmine
- 1987 – Dolce Italia
- 1989 – Il vento di Elora
- 1991 – Millennio
- 1996 – Occhi
- 1998 – Accadueo
- 2001 – O Fado (con Marco Poeta y Francesco Di Giacomo)
- 2003 – Il silenzio e lo spirito
- 2005 – Anima Blues
- 2008 – Il cantante al microfono
- 2014 – Fibrillante

### Álbum al vivo
- 1984 – Strade
- 2008 – Suono
- 2009 – Un uomo Tour 2009
- 2013 – Musica Ribelle Live

### Recopilaciones
- 1990 – La forza dell'amore
- 1993 – Acustica
- 1998 – Extraterrestre e altri successi
- 1998 – Musica ribelle
- 2001 – La forza dell'amore 2
- 2002 – Cinquantanni
- 2007 – Un uomo
- 2012 – Sessanta

### Singles
- 1961 – Palloncino rosso fuoco
- 1973 – Spacey stacey/Hard rock honey
- 1975 – Soldi/Voglio
- 1976 – Musica ribelle/La radio
- 1976 – Non è nel cuore/Giai Phong
- 1977 – Tutto subito/Zucchero
- 1977 – Affetto/Op. 29 in Do maggiore
- 1978 – Cuba/Extraterrestre
- 1979 – 15 bambini/La canzone dell'acqua
- 1979 – Why love/Song fly high
- 1982 – Hostages/Beyond the Icy Rings of Saturn
- 1983 – Le ragazze di Osaka
- 1985 – Vorrei svegliarti/Ambara boogie
- 1999 – Amami Lara
- 2012 – E tu lo chiami Dio
- 2012 – Passerà

### Partecipaciones
- 1993 – AA.VV. Il volo di Volodja con la canción Il canto della terra junto con Marina Vlady
- 1994 – AA.VV. Quando ...tributo a Luigi Tenco con la canción Ciao amore ciao
- 1996 – AA.VV. Fatto per un mondo migliore con la canción Te vojo 'bbene assaje junto con Angelo Branduardi
- 2003 – AA.VV. Danni collaterali con la canción Un uomo fortunato (Lucky man)

### Colaboraciones
- 1971 – Stormy Six L'unità con il brano  La manifestazione
- 1971 – Nino Tristano Suonate suonatori
- 1972 – Fratelli La Bionda Fratelli La Bionda s.r.l
- 1972 – Alphataurus "Chroma"
- 1972 – Mario Barbaja Megh
- 1974 – Claudio Fucci Claudio Fucci con la canción Tutto ciò che hai
- 1975 – Arti & Mestieri Giro di valzer per domani con la canción Rinuncia
- 1976 – Alberto Camerini Cenerentola e il pane quotidiano con la canción Cenerentola
- 1979 – Claudio Rocchi Non ce n'è per nessuno
- 1980 – Roberto Vecchioni Montecristo con la canción Reginella
- 1983 – Riccardo Zappa Riccardo Zappa (DDD 25457), con la canción Free Fall
- 1987 – Laura Valente Dolce Italia con la canción Amica
- 1993 – Grazia Di Michele Confini con la canción Cosa sarà di me
- 1993 – Timoria Viaggio senza vento con la canción Verso oriente
- 1994 – Claudio Rocchi Lo scopo della luna
- 1995 – Claudio Sanfilippo Stile libero con la canción Marietto
- 2003 – Fabio Concato Les nuits d'Afrique con la canción Les nuits d'Afrique e Les nuits d'Afrique
- 2005 – Ganaian The Thomas Sankara con la canción Voce su set da people free
- 2005 – Custodie Cautelari L'incoscienza con la canción L'incoscienza
- 2009 – Claudio Baglioni Q.P.G.A. con la canción Lungo il viaggio
- 2010 – Roberta Di Lorenzo L'occhio della Luna con la canción Anima, dolce, liquida
- 2012 – Roberta Di Lorenzo Su Questo piano che si chiama Terra con la canción E tu lo chiami Dio
- 2013 – Elio e le Storie Tese L'album biango con las canciones A Piazza San Giovanni y Il Complesso del Primo Maggio
- 2014 – Afterhours Hai paura del buio? con la canción Lasciami leccare l'adrenalina
- 2017 – Train to roots Declaration n.6 con la canción "Parole e Musica"
- 2017 – Ex-Otago Marassi (album) con la versión Deluxe de la canción "I giovani d'oggi"